# لوس بارراس (تگزاس)
لوس بارراس (به انگلیسی: Los Barreras) یک منطقهٔ مسکونی در ایالات متحده آمریکا است که در تگزاس واقع شده‌است. لوس بارراس ۲۸۸ نفر جمعیت دارد.